# Macrotylus cruciatus
Macrotylus cruciatus är en insektsart. Macrotylus cruciatus ingår i släktet Macrotylus, och familjen ängsskinnbaggar. Arten är reproducerande i Sverige.